# Rhodoneura terreola
Rhodoneura terreola is een vlinder uit de familie venstervlekjes (Thyrididae). De wetenschappelijke naam van deze soort is voor het eerst geldig gepubliceerd in 1880 door Mabille.
De soort komt voor in tropisch Afrika.